# Трестино (Фировский район)
Тре́стино — деревня в Фировском районе Тверской области. Относится к Великооктябрьскому сельскому поселению. 
Находится в 25 километрах к югу от районного центра посёлка Фирово, на берегу реки Трестинка. Через деревню проходит межрайонная дорога «Великооктябрьский — Трестино — Жданово».

## История
Село Трестино известно с XIII века. В 1847 году в селе была построена каменная Христорождественская церковь с 3 престолами, метрические книги с 1781 года. 
Входила в состав Иванодворской волости Осташковского уезда. В 1859 году в деревне 57 дворов, 162 жителя.
В 1925 в Трестино создана молочная артель "Искра", построен коровник на 25 голов, В 1929 создан колхоз "Луч", в 1930 - совхоз "Труд". С 1976 Трестино - центр объединенного колхоза "Цна". В селе была 8-и летняя школа, детсад, ДК, дом быта, ФАП, МТФ. На правом берегу реки Трестинки располагается кирпичная церковь Рождества Христова (1847 год) - отреставрирована в 2013-2014 году, построенная на месте сгоревшей деревянной церкви.
В 1992 году - 248 жителей. Население по переписи 2002 года — 187 человека, 87 мужчин, 100 женщин. В это время деревня была центром Трестинского сельского округа. 
До 2013 года в деревне работала Трестинская начальная общеобразовательная школа.

## Население
| 1859 | 1889 | 1997 | 2002 | 2010 |
| ---- | ---- | ---- | ---- | ---- |
| 207  | ↗295 | ↘248 | ↘187 | ↘135 |

## Достопримечательности
В деревне расположена действующая Церковь Рождества Христова (1847).